# Чеме, Анхель
А́нхель Че́ме (полностью — А́нхель Лиса́рдо Че́ме Орти́с, исп. Ángel Lizardo Cheme Ortiz; род. 19 ноября 1981 в провинции Эсмеральдас) — эквадорский футболист, полузащитник клуба «Колон» (Портовьехо). До 2010 года был известен под именем «Гонса́ло Чи́ла» — футболист использовал личные данные и удостоверение личности другого человека.

## Биография
Анхель Чеме родился в провинции Эсмеральдас в 1981 году. Довольно поздно стал заниматься футболом и лишь в возрасте 19 лет сумел попасть в команду низших дивизионов чемпионата Эквадора «Депортиво Амистад». В следующие два года он выступал также за команды низших дивизионов. На тот момент он играл под своей собственной фамилией. В 2003 году Анхель Чеме присвоил себе удостоверение некоего Гонса́ло Хавье́ра Чи́лы Па́льма (исп. Gonzalo Javier Chila Palma) — неустановленным путём (по версии журналистов, Чила, которому не удалось сделать карьеру футболиста, сам передал своё удостоверение личности Чеме за процент от его будущих профессиональных контрактов), родившегося 9 декабря 1984 года. Под этим именем он успешно прошёл в команду «Аукас», которая тогда выступала в Серии A Эквадора.
В 2007—2008 годах так называемый «Гонсало Чила» очень успешно выступал за «Ольмедо», чем привлёк к себе внимание одного из сильнейших клубов мира, победителя Кубка Либертадорес 2008 года, финалиста клубного чемпионата мира ЛДУ Кито. «Чила» провёл лишь восемь матчей в чемпионате Эквадора и один матч в розыгрыше Южноамериканского кубка, который закончился победой эквадорской команды.
В следующем году «Гонсало Чила» стал более часто выступать в основе ЛДУ, став твёрдым игроком основы. В декабре общественности стало известно о том, что настоящий Гонсало Хавьер Чила Пальма обратился с жалобой в правоохранительные органы Эквадора, утверждая что Анхель Чеме украл «его личность». Расследование шло с января 2009, и только спустя почти 2 года данные были переданы прессе. Настоящий Гонсало Чила утверждал, что ему было сложно найти работу, учитывая то, что его новые документы копировали данные уже известного в Эквадоре футболиста (то есть, скрывавшегося под ними Анхеля Чеме), что вызывало подозрения.
Федерация футбола Эквадора приняла решение дисквалифицировать на два года Анхеля Чеме, и тот полностью пропустил 2011 год. В январе 2012 года, по просьбе ЛДУ Кито, дисквалификация была снята и Чеме, уже под своей настоящей фамилией и с настоящими паспортными данными, присоединился к клубу.
В 2013 году выступал за «Депортиво Кито».

## Титулы
- Чемпион Эквадора (1): 2010
- Обладатель Южноамериканского кубка (1): 2009
- Обладатель Рекопы (2): 2009, 2010